# Investitionszulage
Die Investitionszulage ist eine staatliche Subvention in Deutschland, durch die Investitionen in bestimmte Regionen (Fördergebiet) gelenkt werden sollen.
Fördergebiet sind die Bundesländer Berlin, Brandenburg, Mecklenburg-Vorpommern, Sachsen, Sachsen-Anhalt und Thüringen nach dem Gebietsstand vom 3. Oktober 1990.
Anspruch auf Investitionszulage haben Steuerpflichtige im Sinne des Einkommensteuergesetzes und des Körperschaftsteuergesetzes, die im Fördergebiet begünstigte Investitionen vornehmen.
Begünstigte Investitionen sind die Anschaffung und die Herstellung von neuen abnutzbaren beweglichen Wirtschaftsgütern des Anlagevermögens, die mindestens fünf Jahre nach ihrer Anschaffung oder Produktion (Fünfjahreszeitraum)
1. zum Anlagevermögen eines Betriebs oder einer Betriebsstätte im Fördergebiet gehören,
2. in einer Betriebsstätte eines Betriebs des verarbeitenden Gewerbes, eines Betriebs der produktionsnahen Dienstleistungen oder des Beherbergungsgewerbes des Anspruchsberechtigten im Fördergebiet verbleiben,
3. in jedem Jahr zu nicht mehr als 10 vom Hundert privat genutzt werden

und soweit es sich um Erstinvestitionen handelt.
Rechtsgrundlage sind mehrere Investitionszulagengesetze die mit der Jahreszahl 1996, 1999, 2005, 2007 und 2010 unterschieden werden.
Der Antrag auf Investitionszulage ist bei dem für die Besteuerung des Anspruchsberechtigten nach dem Einkommen zuständigen Finanzamt zu stellen. Ist eine Personengesellschaft oder Gemeinschaft Anspruchsberechtigter, so ist der Antrag bei dem Finanzamt zu stellen, das für die gesonderte und einheitliche Feststellung der Einkünfte zuständig ist. Der Antrag ist nach amtlichem Vordruck zu stellen und vom Anspruchsberechtigten eigenhändig zu unterschreiben. In dem Antrag sind die Investitionen, für die eine Investitionszulage beansprucht wird, so genau zu bezeichnen, dass ihre Feststellung bei einer Nachprüfung möglich ist.
Nach § 8 InvZulG 2005, § 12 InvZulG 2007, § 13 InvZulG 2010 gehört die Investitionszulage nicht zu den Einkünften im Sinne des Einkommensteuergesetzes. Sie mindert weder die steuerlichen Anschaffungskosten und Herstellungskosten noch den Erhaltungsaufwand.